# أبو ظبي الرياضية
أبو ظبي الرياضية (AD Sports) هي مجموعة قنوات رياضية إماراتية تتكون من 4 قنوات فضائية، أربع قنوات تبث مجانية، بالإضافة إلى قناة YAS. المجموعة تبث برامجها من أبو ظبي وهي تابعة لشبكة أبو ظبي للإعلام. تقوم بنقل الأحداث الرياضية المختلفة على مدار 24 ساعة في اليوم و 7 أيام في الأسبوع. وفي 13 أكتوبر 2008 حققت القناة نقلة نوعية في شكل ومضمون برامجها. حيث طورت من إمكانياتها في نقل الدوري الإماراتي، ووسعت من شبكة مراسليها، وزادت من عدد المحللين المتخصصين في مجال لعبة كرة القدم، كما أطلقت قناة أبو ظبي الرياضية 2 لتؤمن تغطية كاملة للأحداث الرياضية بحيث تنقل المباريات التي يصادف وقت عرضها في التوقيت ذاته لأخرى تعرض على قناة أبو ظبي الرياضية الأساسية وبثت بطولة كأس العالم للشباب بالقاهرة في الفترة من 24 سبتمبر وحتى 25 أكتوبر 2009 بالإضافة إلى بطولة كأس العالم للناشئين تحت 17 سنة والتي أقيمت في نيجيريا في الفترة من 25 أكتوبر وحتى 15 نوفمبر 2009.

## لغة البث
تبث قنوات أبو ظبي الرياضية باللغتين اللغة العربية والإنجليزية، ولكل قناة قناة صوتية باللغة العربية وقناة أخرى باللغة الإنجليزية.

## الحقوق

### كرة قدم
- الدوري الإيطالي[4]
- الدوري الهولندي الممتاز
- الدوري الأسترالي لكرة القدم
- دوري أبطال آسيا
- كأس الاتحاد الآسيوي
- كأس آسيا
- الدوري الأمريكي لكرة القدم
- كأس إيطاليا
- كأس السوبر الإيطالي
- كأس رابطة المحترفين الإماراتية
- دوري أدنوك للمحترفين
- كأس رئيس دولة الإمارات
- كأس رابطة المحترفين الإماراتي
- دوري الدرجة الأولى الإماراتي

### ألعاب قوى
- ألعاب قوى

### المصارعة
- جوجيتسو (الإمارات)
- Brave 18
- المصارعة الإماراتية

### كرة السلة
- كرة سلة الإماراتية
- NCAA

### كرة تنس
- مبادلة
- لكسمبورق
- بطولة مبادلة للتنس العالمية
- السوق الحرة دبي

### رياضة السيارات
- ناسكار
- سوبر ليق فورملا
- ماكو قراند بريم
- 24 ساعة
- 24 ساعة 2

#### ملاحظة
- إعادة مباريات مانشستر سيتي في دوري أبطال أوروبا ودوري الإنجليزي وكأس اتحاد الإنجليزي وكأس رابطة المحترفين الإنجليزي والدرع الخيرية والمباريات الودية .

### قنوات الأندية التي له الحق في إذاعتها
- قناة مانشستر سيتي[5][6]

#### الحقوق القديمة
- المباريات والبطولات التي تنقلها القناة :
- أمريكا الشمالية
- مباريات فريق نادي بنفيكا على أرضه (ليس حصرياُ)
- كأس العالم لألعاب القوى (حصريا)
- روسيا
- تصفيات الكونكاكاف المؤهلة لكأس العالم لكرة القدم 2018 (حصريا)
- بطولة العالم للملاكمة للوزن الثقيل (حصريا)
- دورة الألعاب الأولمبية عام 2016 في ريو ديجانيرو (ليس حصريا)
- بطولة الكونكاكاف الكأس الذهبية 2015 (حصريا)
- دورة الألعاب الأوروبية الأولى- باكو 2015 (حصريا)
- تصفيات كأس أمم أوروبا 2016 ( حصريا )
- التصفيات المشتركة لكأس العالم 2018 و كأس أمم آسيا 2019 (ليس حصرياُ)
- بطولة كوبا ليبرتادوريس من 2015 حتى 2018 (حصريا)
- نهائي كأس ملك إسبانيا لثلاث سنوات (حصريا)
- نهائي كأس السوبر الإسباني لثلاث سنوات (حصريا)
- مباريات منتخب إسبانيا لمدة ثلاث سنوات (حصريا)
- كأس إيطاليا لمدة ثلاث سنوات (حصريا)
- كأس السوبر الإيطالي لمدة ثلاث سنوات (حصريا)
- مباريات منتخب إيطاليا لثلاث سنوات (حصريا)
- تصفيات كاس العالم 2018 للقارة الأوروبية (حصريا)
- قناة Roma tv (حصريا)
- قناة Juve tv ( حصريا)
- قناة Lazio tv (حصريا)
- كأس البرازيل (حصريا)
- بعض مباريات الدوري البحريني
- دوري أبطال الخليج ( ليس حصرياُ)
- مباريات ربع نهائي ونصف نهائي ونهائي دوري أبطال الكونكاكاف ( حصريا )
- بطولة UFC 184 للنساء ( حصريا )
- بطولة UFC للرجال (حصريا)
- سباقات NASCAR (حصريا)
- قناة نادي Benfica البرتغالي ( حصريا )
- مباريات المنتخب الفرنسي على مدى ثلاث سنوات (حصريا)
- بطولة ACC لكرة السلة الأمريكية من خلال قناة ESPN ( حصريا )
- دوري American football NCAA للجامعات في الولايات المتحدة الأمريكية (حصريا)
- دوري NCAA لكرة السلة الأمريكية من خلال قناة ESPN (حصريا)
- بطولة Red Bull Air Race (حصريا)
- بطولة ATP World Tour للتنس (حصريا)
- بطولة آسيا للمبارزة 2015 (حصريا)
- بطولات الجوجتسو (حصريا)
- سباق volvo للمحيطات ( حصريا)
- سباقات نادي أبو ظبي للفروسية (الناقل الرسمي)

## القنوات

### أبو ظبي آسيا
سلسلة قنوات أبو ظبي «آسيا» الرياضية هي فرع من السلسلة الأصلية لقنوات أبو ظبي الرياضية الإماراتية تم إنشاؤها حديثاً خلال عام 2021 الجاري وتبث بشكل محدود النطاق بجودة عالية تصل إلى FULL HD داخل حدود دولة الإمارات العربية المتحدة وخصصت لنقل مباريات المنتخبات العربية الواقعة في منطقة آسيا وخاصة مباريات المنتخب الإماراتي لكرة القدم والمنتخب السعودي لكرة القدم وأيضاً تقوم بنقل مباريات الفرق العربية في بطولة دوري أبطال آسيا لكرة القدم للموسم الحالي، حيث بدأت القناة ببث المباريات عبر شاشتها بدءاً من دوري المجموعات من الموسم 2020/2021 من دوري أبطال آسيا حتى وصلنا إلى نهائي دوري الأبطال الآسيوي وأكدت القناة العربية أنها ستقوم ببث المباراة عبر شاشتها بشكل مجاني.

### أبو ظبي الرياضية 2(مفتوحة)
يبث القناة على مباريات دوري الخليج العربي، ولها حقوق نقل كل من: كأس زايد للأندية الأبطال، وأبوظبي قراند سلام للجوجيستو وماراثون أدنوك أبو ظبي ومهرجان ليوا الدولي ودوري الخليج العربي الإماراتي.

#### الترددات
| القمر    | التردد | الاستقطاب | الترميز | التصحيح | الجودة |
| -------- | ------ | --------- | ------- | ------- | ------ |
| ياه سات  | 12054  | أفقي      | 27500   | 5/6     | HD     |
| عرب سات  | 11804  | أفقي      | 27500   | 3/4     | SD     |
| نايل سات | 12226  | أفقي      | 27500   | 5/6     | SD     |

### قنوات أخرى
- أبو ظبي الرياضية 1 (مفتوحة).[8]
- أبو ظبي الرياضية 3 (مفتوحة).
- أبو ظبي الرياضية 4 (مفتوحة تبث جوجيستو) [9]
- أبو ظبي الرياضية ASIA 1 (مشفرة تبث بطولات الاتحاد الاسيوي لكرة القدم)
- أبو ظبي الرياضية ASIA 2 (مشفرة تبث بطولات الاتحاد الاسيوي لكرة القدم)
- قناتي ASIA 1 و ASIA 2 تبث فقط في الإمارات عبر تطبيق ستارز بلاي وelife اتصالات ودو
- AD Fight (مشفرة تبث بطولات UFC)
- قناة Yas Sports (مفتوحة متخصصه للخيول والهجن)

## البرامج
- استديو الدوري الإماراتي
- جيم أوفر
- أبو ظبي اليوم

### البرامج القديمة التي بثّتها أبو ظبي الرياضية
- برنامج الكرة الأوروبية
- برنامج الكرة الايطالية
- برنامج أسرار الرياضة
- برنامج Goalassimo
- برنامج كواليس الكرة
- برنامج الجولة
- برنامج بنفيكا في (60 ) دقيقة
- برنامج عالم الكرة ( The world of football)
- برنامج Game over
- برنامج الرياضة حول العالم
- برنامج روُاد الرياضة
- برنامج Extra time
- برنامج السرعة القصوى
- برنامج الجوجتسو أسلوب حياة
- برنامج عالم ألعاب القوى

## المعلقون
- عامر عبد الله
- محمد حسين
- عصام عبده
- حازم عبد السلام
- أحمد الحوسني
- فهد عبد الرحمن
- محمد الشامسي
- أحمد الحامد

## المحللون
- خليفة سليمان
- عبد الله وبران
- محسن مصبح
- رياض الذوادي
- عبد الحميد محمد
- محمد الدويش
- خالد سلمان
- أحمد الشمراني
- صالح الطريقي
- عدنان جستنية
- فهد علي
- مبارك غانم
- عارف العواني

## المراسلون
- منذر المزكي الشامسي

## مناطق البث
- الشرق الأوسط
- شمال أفريقيا
- أوروبا
- أمريكا الشمالية
- أستراليا
- روسيا

## الترددات
| المدار | القمر    | التردد | الاستقطاب | الترميز     | التصحيح | القنوات        | صيغة البث |
| ------ | -------- | ------ | --------- | ----------- | ------- | -------------- | --------- |
| 7.3W   | نايل سات | 11526  | افقي      | 27500 30000 | 5/6     | 1,2            | SD        |
| 7.3W   | نايل سات | 11411  | افقي      | 27500 30000 | 3/4     | 1,2,yas        | HD        |
| 7.3W   | نايل سات | 11373  | افقي      | 27500 30000 | 5/6     | 3,4,5,6,edge   | HD        |
| 26.0E  | عرب سات  | 11804  | افقي      | 27500 30000 | 3/4     | 1HD,2SD,yas SD | HD,SD     |
| 13.0E  | هوت بيرد | 11747  | افقي      | 27500 30000 | 3/4     | 1              | SD        |
| 52.5E  | ياه سات  | 11938  | افقي      | 27500 30000 | 8/9     | 1,yas          | HD        |
| 52.5E  | ياه سات  | 12054  | أفقي      | 27500 30000 | 8/9     | 1,2            | HD        |

## وصلات خارجية
- الموقع الرسمي لشركة أبوظبي للإعلام